# Поречье (Свердловская область)
Поре́чье — посёлок в Туринском городском округе Свердловской области России.

## Географическое положение
Поречье расположено в 28 километрах к востоку от города Туринска (по автодорогам — в 32 километрах), в лесной местности, в долине реки Таволожки (левого притока реки Большой Шайтанки). В посёлке одна улица — Центральная. Через Поречье проходит железнодорожная ветка Екатеринбург — Устье-Аха. В посёлке расположен остановочный пункт Поречье. К югу от Поречья проходит автодорога Туринск — Тавда.

## Население
| 2002 | 2010 |
| ---- | ---- |
| 10   | ↘3   |